# Bäck, Örnsköldsviks kommun
Bäck är en by vid Bäckfjärdens strand söder om Örnsköldsvik. Från 2015 avgränsar SCB här en småort.